# 24-Stunden-Rennen von Daytona 1981

Skizze des Daytona International Speedway, das Rennen wurde auf dem kombinierten Oval- und Straßenkurs ausgetragen

Das 14. 24-Stunden-Rennen von Daytona, auch 19th Annual 24 Hour Pepsi Challenge, Daytona International Speedway, fand am 1. und 2. Februar 1981 auf dem Daytona International Speedway statt und war der erste Wertungslauf der Sportwagen-Weltmeisterschaft dieses Jahres. Gleichzeitig war das Rennen der erste Lauf zur IMSA-GTO- und GTU-Meisterschaft 1981.

## Das Rennen
Für den ersten Sportwagen-Weltmeisterschaftslauf der Saison gingen 98 Meldungen beim Veranstalter ein. Schlussendlich nahmen am Nachmittag des 1. Februar 69 Rennwagen der Klassen GTO, GTX und GTU das Rennen auf. Von der Pole-Position ging Rolf Stommelen ins Rennen. Der Deutsche erzielte im Training auf seinem Porsche 935 eine Zeit von 1:43,104 Minuten auf seiner schnellsten Runde und war damit um mehr als eine Sekunde schneller als sein Markenkollege Bob Wollek im Kremer 935.
Nach 24 Stunden Rennzeit wurden die beiden US-Amerikaner Bob Garretson und Bobby Rahal sowie der Brite Brian Redman als Sieger abgewunken.

## Ergebnisse

### Schlussklassement
| 1                  | GTX | 9  | Garretson Racing Style Auto   | Bob Garretson Bobby Rahal Brian Redman               | Porsche 935K3           | 708 |
| 2                  | GTX | 5  | Bob Akin Motor Racing         | Bob Akin Craig Siebert Derek Bell                    | Porsche 935K3           | 695 |
| 3                  | GTU | 62 | Kegel Enterprises             | Bill Knoll Jeff Kline Rob McFarlin                   | Porsche 911SC           | 644 |
| 4                  | GTU | 23 | The New Raytown Datsun        | Dick Davenport Frank Garney Rameau Johnson           | Datsun 280ZX            | 626 |
| 5                  | GTX | 24 | Jolly Club Italia             | Martino Finotto Emanuele Pirro Carlo Facetti         | Lancia Beta Montecarlo  | 609 |
| 6                  | GTO | 14 | Bavarian Motors International | Hans-Joachim Stuck Alf Gebhardt Walter Brun          | BMW M1                  | 608 |
| 7                  | GTU | 98 | Kent Racing                   | Lee Mueller Kathy Rude Philippe Martin               | Mazda RX-7              | 606 |
| 8                  | GTX | 84 | Scorpio Racing                | Enrique Molins Eduardo Barrientos Carlos Gonzales    | Porsche 935M16          | 595 |
| 9                  | GTU | 55 | Mandeville Racing             | Roger Mandeville Amos Johnson Diego Febles           | Mazda RX-7              | 595 |
| 10                 | GTU | 7  | Kent Racing                   | Walt Bohren Jim Mullen Kurt Roehrig                  | Mazda RX-7              | 589 |
| 11                 | GTU | 50 | Downing Maffucci Racing       | Scott Hoerr Irv Hoerr Jim Downing                    | Mazda RX-7              | 585 |
| 12                 | GTO | 58 | Chuck Kendall                 | Pete Smith Chuck Kendall Steve Earle                 | Porsche Carrera RSR     | 585 |
| 13                 | GTU | 45 | Autosport Technology          | Marion Speer Dwight Mitchell Ray Ratcliff            | Porsche 914/6           | 581 |
| 14                 | GTX | 07 | Heimrath Racing               | Ludwig Heimrath senior Ludwig Heimrath junior        | Porsche 935             | 575 |
| 15                 | GTO | 34 | Drolsom Racing                | George Drolsom Rob Hoskins Bill Johnson              | Porsche 911 Carrera     | 563 |
| 16                 | GTX | 16 | BMW Motorsport                | David Hobbs Marc Surer Dieter Quester                | BMW M1                  | 555 |
| 17                 | GTO | 27 | Southard Motor Racing         | Steve Southard Jan Kjoller Jean Kjoller              | Porsche Carrera         | 548 |
| 18                 | GTX | 3  | Martini Lancia Racing         | Riccardo Patrese Hans Heyer Henri Pescarolo          | Lancia Beta Montecarlo  | 545 |
| 19                 | GTO | 42 | Mac's Bar Spec. Kend Co.      | Nort Northam Ed Kuhel Dick Neland                    | Chevrolet Camaro        | 532 |
| 20                 | GTX | 02 | Firestone Tire & Rubber       | John Morton Tom Klausler                             | Ford Mustang            | 517 |
| 21                 | GTX | 36 | Herman & Miller               | Paul Miller Pat Bedard Skeeter McKitterick           | Porsche 924 Carrera GTR | 515 |
| 22                 | GTU | 16 | Corp Racing Ltd.              | Jim Burt Douglas Grunnet Steve Paquette              | Mazda RX-7              | 471 |
| 23                 | GTU | 52 | Beach Ball Racing             | Tom Cripe Dick Gauthier Jack Swanson                 | Porsche 911             | 450 |
| 24                 | GTO | 43 | Bob Gregg Racing              | Bob Young Len Jones Bob Gregg                        | Porsche Carrera         | 446 |
| 25                 | GTU | 81 | Trinity Racing                | Tom Winters Steve Dietrich Carter Alsop              | Mazda RX-7              | 429 |
| 26                 | GTU | 70 | Chris Doyle                   | Chris Doyle Hubert Phipps Hubert Overby              | Mazda RX-7              | 429 |
| 27                 | GTO | 46 | Pedro De Narvaez              | Honorato Espinosa Pedro De Narvaez Jorge Cortes      | Porsche Carrera RSR     | 385 |
| Ausgefallen        |     |    |                               |                                                      |                         |     |
| 28                 | GTO | 04 | T & R Racing                  | Tico Almeida Rene Rodríguez Miguel Morejan           | Porsche Carrera RSR     | 526 |
| 29                 | GTU | 82 | Trinity Racing                | Bob Bergstrom John Casey Jim Cook                    | Mazda RX-7              | 513 |
| 30                 | GTX | 51 | Andial Racing Meister Homes   | Rolf Stommelen Howard Meister Harald Grohs           | Porsche 935M16          | 500 |
| 31                 | GTX | 65 | Prancing Horse Farm Racing    | Tony Adamowicz Rick Knoop                            | Ferrar 512BB            | 373 |
| 32                 | GTO | 01 | Kirby Hitchcock Racing        | Siegfried Brunn Robert Kirby John Hotchkis           | Porsche Carrera RSR     | 361 |
| 33                 | GTO | 25 | Red Lobster Racing            | Kenper Miller Dave Cowart Ricardo Londoño            | BMW M1                  | 346 |
| 34                 | GTX | 30 | Momo Penthouse                | Giampiero Moretti Charles Mendez Mauricio de Narváez | Porsche 935J            | 339 |
| 35                 | GTU | 57 | Personalized Autohaus         | Jeff Scott David Goodell Volker Bruckmann            | Porsche 914/6           | 339 |
| 36                 | GTO | 71 | Philip Keirin                 | Philip Keirin Gail Engle Bar Boand                   | Chevrolet Corvette      | 328 |
| 37                 | GTO | 67 | Levi's Team Highball          | Dennis Shaw Steve Whitman Les Blackburn              | AMC Spirit AMX          | 303 |
| 38                 | GTO | 03 | Angelo Pallavicini            | Angelo Pallavicini John Sheldon Neil Crang           | Porsche 934             | 290 |
| 39                 | GTX | 0  | Interscope Racing             | Ted Field Milt Minter Danny Ongais                   | Porsche 935K3/80        | 287 |
| 40                 | GTO | 11 | Holbert Racing                | Al Holbert Rick Mears Doc Bundy                      | Porsche 924 Carrera GTR | 263 |
| 41                 | GTX | 4  | Martini Lancia Racing         | Michele Alboreto Piercarlo Ghinzani Beppe Gabbiani   | Lancia Beta Montecarlo  | 235 |
| 42                 | GTX | 86 | Bayside Disposal Racing       | Hurley Haywood Jürgen Barth Bruce Leven              | Porsche 935/80          | 232 |
| 43                 | GTO | 78 | Howey Farms                   | Clark Howey Tracy Wolf Dale Koch                     | Chevrolet Camaro        | 208 |
| 44                 | GTO | 19 | Van Every Racing              | Lance Van Every Ash Tisdelle Risty Bond              | Porsche Carrera RSR     | 194 |
| 45                 | GTX | 20 | Chris Cord Racing             | Chris Cord Jim Adams                                 | Chevrolet Monza         | 191 |
| 46                 | GTX | 80 | Maurice Carter Racing         | Maurice Carter Eppie Wietzes Richard Valentine       | Chevrolet Camaro        | 188 |
| 47                 | GTU | 38 | Case Racing                   | Ron Case Dave Panaccione Ren Tilton                  | Porsche 911             | 169 |
| 48                 | GTX | 1  | Kremer Racing                 | John Fitzpatrick Jim Busby Bob Wollek                | Porsche 935K3/80        | 167 |
| 49                 | GTU | 22 | Personalized Autohaus         | Wayne Baker Dan Gilliland Frank Harmstad             | Porsche 914/4           | 143 |
| 50                 | GTU | 33 | Zotz Garage                   | Harro Zitza Doug Zitza Ara Dube                      | Porsche 914/6           | 128 |
| 51                 | GTO | 17 | Bavarian Motors International | Bruno Belicke Kurt König Rudi Walch                  | BMW 3.5CSL              | 126 |
| 52                 | GTX | 37 | Pepe Romero                   | Pepe Romero Mandy Gonzales Luís Mendez               | Porsche 935M16          | 121 |
| 53                 | GTO | 40 | David Deacon Racing           | Rudy Bartling Mike Freberg David Deacon              | BMW M1                  | 118 |
| 54                 | GTO | 54 | Montura Racing                | Tony Garcia Albert Naon Luís Sereix                  | Porsche Carrera RSR     | 112 |
| 55                 | GTO | 99 | Gassaway Oftedahl             | Dave Heinz Chris Gleason John Cogbill                | Chevrolet Camaro        | 108 |
| 56                 | GTO | 60 | Bob’s Speed Products          | Vicki Smith Sam Miller Bob Lee                       | AMC AMX                 | 87  |
| 57                 | GTX | 94 | Whittington Brothers Racing   | Don Whittington Bill Whittington Dale Whittington    | Porsche 935K3           | 84  |
| 58                 | GTX | 75 | Z&W Enterprises               | Dirk Vermeersch Jean-Paul Libert Eddy Joosen         | Mazda RX-7              | 83  |
| 59                 | GTX | 6  | Joest Racing                  | Volkert Merl Jochen Mass                             | Porsche 935J            | 59  |
| 60                 | GTX | 18 | JLP Racing                    | John Paul senior John Paul junior Gordon Smiley      | Porsche 935JLP-2        | 53  |
| 61                 | GTX | 44 | Stratagraph                   | Terry Labonte David Pearson Billy Hagan              | Chevrolet Camaro        | 50  |
| 62                 | GTO | 87 | George Beasley                | George Stone Bob Beasley Werner Frank                | Porsche Carrera RSR     | 48  |
| 63                 | GTO | 15 | D. L. Performance Engineering | Doug Lutz Robin Boone Dave White                     | Porsche Carrera RSR     | 47  |
| 64                 | GTX | 09 | Thunderbird Swap Shops        | Preston Henn Bob Bondurant Dale Whittington          | Porsche 935K3           | 30  |
| 65                 | GTO | 28 | NTS Racing                    | Sam Posey Fred Stiff                                 | Datsun 280ZX            | 29  |
| 66                 | GTX | 66 | Richard Dunham                | Richard Dunham John Maffucci Stanton Barrett         | Mazda RX-7              | 20  |
| 67                 | GTU | 49 | Alfred Cosentino              | Bob Speakman Alfred Cosentino                        | Mazda RX-7              | 12  |
| 68                 | GTO | 06 | Crevier Imports               | Pete Halsmer Joe Crevier Al Unser junior             | Ferrari 365GTB/4        | 9   |
| 69                 | GTX | 10 | Jolly Club                    | Carlo Facetti Martino Finotto                        | Ferrari 308GTB          | 4   |
| Nicht gestartet    |     |    |                               |                                                      |                         |     |
| 70                 | GTX | 00 | Interscope Racing             | Ted Field Danny Ongais Milt Minter                   | Porsche 935K3/80        | 1   |
| 71                 | GTO | 05 | T & R Racing                  | Tico Almeida Rene Rodríguez Fred Flaquer             | Porsche Carrera RSR     | 2   |
| 72                 | GTO | 69 | Southwind Ent.                | Ralston Long Kal Showkat Rob McGraw                  | Plymouth Volare         | 3   |
| 73                 | GTO | 88 | Herb Adams VSE                | Herb Adams Jerry Thompson Don Sherman                | Chevrolet Camaro        | 4   |
| 74                 | GTU | 89 | Klaus Bitterauf               | Klaus Bitterauf James Moxley Jim Leo                 | Porsche 911S            | 5   |
| Nicht qualifiziert |     |    |                               |                                                      |                         |     |
| 75                 | GTX | 13 | Kemp Motorracing              | Charlie Kemp Art Pasmas Carson Baird                 | Ford Cobra II           | 6   |
| 76                 | GTX | 73 | Z & W Enterprises             | Jean-Paul Libert Hervé Regout Jean Xhenceval         | Mazda RX-7-GTP          | 7   |
| 77                 | GTX | 74 | Z & W Enterprises             | Pierre Honegger Pierre Dieudonné Ernesto Soto        | Mazda RX-7-GTP          | 8   |
| 78                 | GTO | 97 | The Cummings Marque           | Don Cummings Bill McDill Guido Levetto               | Shelby GT350            | 9   |

1 Trainingswagen
2 nicht gestartet
3 nicht gestartet
4 Unfall im Training
5 nicht gestartet
6 nicht qualifiziert
7 nicht qualifiziert
8 nicht qualifiziert
9 nicht qualifiziert

### Nur in der Meldeliste
Hier finden sich Teams, Fahrer und Fahrzeuge, die ursprünglich für das Rennen gemeldet waren, aber aus den unterschiedlichsten Gründen daran nicht teilnahmen.
| Pos. | Klasse | Nr. | Team                          | Fahrer                                            | Chassis             |
| ---- | ------ | --- | ----------------------------- | ------------------------------------------------- | ------------------- |
| 79   | GTU    | 21  | Race Masters                  | Bill Shaw Bud Cashen                              | Lotus Esprit S1     |
| 80   | GTX    | 8   | JLP Racing                    | John Paul junior Gordon Smiley                    | Porsche 935JLP-3    |
| 81   | GTO    | 12  | Holbert Racing                |                                                   | Porsche 924         |
| 82   | GTO    | 26  | Famous Amos Restaurants       | Tom Nehl Milton Moise Patty Moise                 | Chevrolet Camaro    |
| 83   | GTU    | 31  | Anatoly Arutunoff             | Anatoly Arutunoff José Marina                     | Lancia Stratos HF   |
| 84   | GTX    | 32  | Vincent Collins               | Vincent Collins Paul Nacol Lojza Vosta            | AVO-Mazda13         |
| 85   | GTX    | 39  | Motion Plus Racing            | Glenn Worthington Rick Kump Vinnie Hollar         | Chevrolet Camaro    |
| 86   | GTO    | 53  | Don Nooe                      | Don Nooe Jim Stricklin John Eckelberry            | Chevrolet Camaro    |
| 87   | GTO    | 56  | Rick Barlose                  | Rick Barlose Michael Hammond Don Kravig           | Porsche Carrera     |
| 88   | GTO    | 61  | Sharkshin Racing              | C. C. Kanada Earle Moffitt                        | Chevrolet Corvette  |
| 89   | GTO    | 63  | Bill Nelson                   | Dale Kreidler Bill Nelson                         | Pontiac Firebird    |
| 90   | GTU    | 76  | Ralph Sanchez                 | Armando Rodríguez Chiqui Soldevilla Ralph Sanchez | Mazda RX-7          |
| 91   | GTX    | 77  | Vince Thompson                | Del Russo Taylor Rex Ramsey Ernie Smith           | Chevron GTP         |
| 92   | GTX    | 79  | Don Devendorf                 | Michael Keyder Don Devendorf                      | Ferrari 365GTB4/BB  |
| 93   | GTX    | 85  | Bayside Disposal Racing       | Bruce Leven Hurley Haywood Jürgen Barth           | Porsche 935/77A     |
| 94   | GTX    | 90  | Woods-Cooke Racing Style Auto | Roy Woods Ralph Kent-Cooke Brian Redman           | Porsche 935K3       |
| 95   | GTO    | 91  | Framm Promotions              | Roger Framm Werner Frank                          | Porsche Carrera RSR |
| 96   | GTO    | 93  | Whittington Brothers          | Don Whittington Bill Whittington Dale Whittington | Porsche 935/79      |
| 97   | GTX    | 95  | The Cummings Marque           | Don Cummings Tom Juckette Emory Donaldson         | Chevrolet Monza     |
| 98   | GTU    | 96  | Scott Smith                   | Scott Smith Mike Gassaway Jim Miller              | Datsun 240Z         |

### Klassensieger
| Klasse | Fahrer             | Fahrer       | Fahrer       | Fahrzeug      | Platzierung im Gesamtklassement |
| ------ | ------------------ | ------------ | ------------ | ------------- | ------------------------------- |
| GTX    | Bob Garretson      | Bobby Rahal  | Brian Redman | Porsche 935K3 | Gesamtsieg                      |
| GTO    | Hans-Joachim Stuck | Alf Gebhardt | Walter Brun  | BMW M1        | Rang 6                          |
| GTU    | Bill Knoll         | Jeff Kline   | Rob McFarlin | Porsche 911SC | Rang 3                          |

### Renndaten
- Gemeldet: 98
- Gestartet: 69
- Gewertet: 27
- Rennklassen: 3
- Zuschauer: unbekannt
- Wetter am Renntag: warm und trocken
- Streckenlänge: 6,180 km
- Fahrzeit des Siegerteams: 24:01:36,871 Stunden
- Gesamtrunden des Siegerteams: 708
- Gesamtdistanz des Siegerteams: 4375,355 km
- Siegerschnitt: 182,102 km/h
- Pole Position: Rolf Stommelen – Porsche 935M16 (#51) – 1:43,104 = 215,778 km/h
- Schnellste Rennrunde: Carlo Facetti – Ferrari 308GTB (#10) 1:48,140 = 205,729 km/h
- Rennserie: 1. Lauf zur Sportwagen-Weltmeisterschaft 1981
- Rennserie: 1. Lauf zur IMSA-GTP-Serie 1981